# Queen + Adam Lambert 2018 Oceanian Tour
Queen + Adam Lambert 2018 Oceanian Tour – dziewiąta trasa koncertowa Queen + Adam Lambert i pierwsza samodzielna trasa koncertowa zespołu w Oceanii, która odbyła się zimą 2018 r. Obejmowała dziesięć koncertów.

## Program koncertów
1. „We Will Rock You”
2. „Hammer to Fall”
3. „Stone Cold Crazy”
4. „Tie Your Mother Down”
5. „Another One Bites the Dust”
6. „Fat Bottomed Girls”
7. „Killer Queen”
8. „Don’t Stop Me Now”
9. „Bicycle Race”
10. „I’m In Love With My Car”
11. „Get Down, Make Love”
12. „I Want It All”
13. „Love Of My Life”
14. „Somebody to Love”
15. „Crazy Little Thing Called Love”
16. Drum Battle
17. „Under Pressure”
18. „A Kind of Magic”
19. „Whataya Want From Me”
20. „I Want To Break Free”
21. „Who Wants To Live Forever”/„You Take My Breath Away” (intro z taśmy)
22. „Last Horizon”
23. Guitar Solo
24. „Radio Gaga”
25. „Bohemian Rhapsody”
26. Eeoo Freddiego Mercury’ego z Wembley (1986)
27. „We Will Rock You”
28. „We Are The Champions”
29. „God Save The Queen”

Rzadziej grane:
1. „These Are The Days Of Our Lives” (Auckland – 18 lutego; Sydney – 22 lutego; Melbourne – 3 marca; Perth)
2. „Waltzing Matilda” (Adelaide – 27 lutego i Perth)
3. „Highway To Hell” (cover AC/DC) (Melbourne – 2 marca)
4. „Down Under” (cover Men at Work) (Melbourne – 3 marca)

## Lista koncertów
1. 17 lutego 2018 – Auckland, Nowa Zelandia – Spark Arena
2. 18 lutego 2018 – Auckland, Nowa Zelandia – Spark Arena
3. 21 lutego 2018 – Sydney, Australia – Quodos Bank Arena
4. 22 lutego 2018 – Sydney, Australia – Quodos Bank Arena
5. 24 lutego 2018 – Brisbane, Australia – Entertainment Centre
6. 27 lutego 2018 – Adelaide, Australia – Entertainment Centre
7. 28 lutego 2018 – Adelaide, Australia – Entertainment Centre
8. 2 marca 2018 – Melbourne, Australia – Rod Laver Arena
9. 3 marca 2018 – Melbourne, Australia – Rod Laver Arena
10. 6 marca 2018 – Perth, Australia – Perth Arena